# TT Hydrae
TT Hydrae (TT Hya / HD 97528 / HIP 54807) es una estrella variable en la constelación de Hidra.
De magnitud aparente media +7,31, se encuentra aproximadamente a 500 años luz del sistema solar. 
TT Hydrae es una estrella binaria con un período orbital de 6,9534 días. Las dos estrellas están muy próximas entre sí, constituyendo una «binaria semidesprendida», lo que implica que una de las estrellas llena su lóbulo de Roche, transfiriendo masa estelar a su compañera o a un disco de acreción.
Se ha determinado que para TT Hydrae el ritmo de transferencia de masa es igual o superior a 2 × 10-10 masas solares por año.
Asimismo, a partir de su espectro ultravioleta se han podido deducir ciertas propiedades del disco de acreción, como su temperatura —aproximadamente de 7000 K— y su forma, que parece ser asimétrica.
El tipo espectral de TT Hydrae es A3. La componente principal posee una temperatura efectiva de 8555 K y una luminosidad 22,13 veces mayor que la del Sol.
Su radio es 2,14 más grande que el radio solar y tiene una masa doble de la solar.
Por su parte, la estrella acompañante, más fría, tiene una temperatura de 4940 K.
12,6 veces más luminosa que el Sol, su radio es 4,85 más grande que el solar aunque su masa equivale sólo al 72% de la masa solar.
TT Hydrae es una binaria eclipsante semejante a Algol (β Persei) o a ζ Phoenicis.
En el eclipse principal su brillo disminuye 1,77 magnitudes, cuando la componente más tenue y fría intercepta la luz de su compañera, mientras que en el eclipse secundario apenas se observa una caída de brillo de 0,07 magnitudes.